# Jürgen Wohlers
Jürgen Wohlers, né le 27 juin 1945, à Wolfenbüttel, en République fédérale d'Allemagne, est un ancien joueur allemand de basket-ball.

## Palmarès
- Coupe d'Allemagne 1972